# Saint-Seurin-de-Palenne
Saint-Seurin-de-Palenne település Franciaországban, Charente-Maritime megyében. Lakosainak száma 166 fő (2022. január 1.). Saint-Seurin-de-Palenne Bougneau, Montils, Pérignac és Saint-Léger községekkel határos.

## Népesség
A település népessége az elmúlt években az alábbi módon változott:
| Lakosok száma | 145  | 138  | 164  | 152  | 164  | 166  | 165  | 168  | 167  | 166  |
|               | 1968 | 1982 | 1990 | 2006 | 2013 | 2015 | 2017 | 2019 | 2020 | 2022 |